# Sant Celoni
Sant Celoni ist eine katalanische Stadt in der Provinz Barcelona im Nordosten Spaniens. Sie liegt in der Comarca Vallès Oriental.
Berühmtester Sohn der Stadt ist der Fußballspieler Carles Planas.

## Einzelnachweise

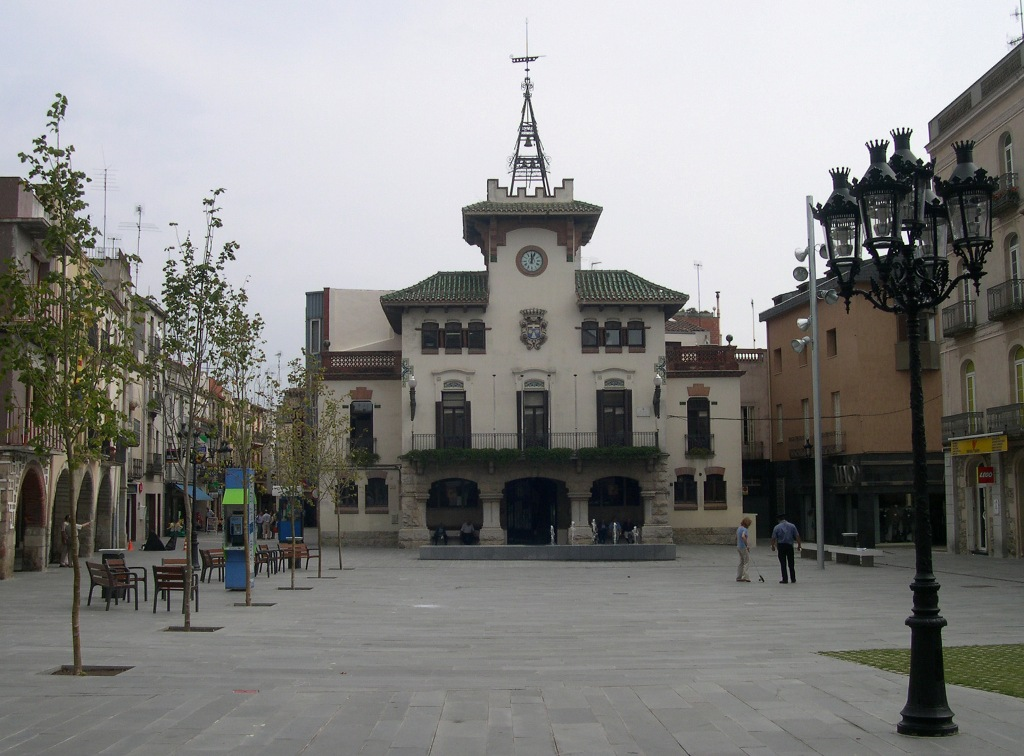
Rathaus von Sant Celoni